# Harajiri-Wasserfall
Der Harajiri-Wasserfall (japanisch 原尻の滝, Harajiri-no-taki) ist ein Wasserfall in der japanischen Präfektur Ōita. Er ist Teil der 1990 vom Umweltministerium aufgestellten Liste der Top-100-Wasserfälle Japans. Der Harajiri-Wasserfall liegt am Fluss Ogata (jap. 緒方川), einem Zufluss des Ōno, der nach Nordosten bei der Großstadt Ōita in die Beppu-Bucht der Seto-Inlandsee fließt. Der Harajiri-Wasserfall hat eine Breite von 120 m bei einer Fallhöhe von 20 m.

## Geologischer Ursprung
Der Ursprung des Wasserfalls ist eng mit den pyroklastischen Strömen verbunden, die vor etwa 90.000 Jahren bei der „Supereruption“ des in der benachbarten Präfektur Kumamoto gelegenen Vulkans Aso auftraten. Die pyroklastischen Ströme bedeckten große Teile der Insel Kyūshū und häuften sich im Gebiet des Wasserfalls mit einer Dicke von mehreren zehn Metern auf. Beim allmählichen Abkühlen erstarrten sie und bildeten säulenförmige Klüfte. Das Wasser des Flusses drückte die Säulen eine nach der anderen herunter und der Wasserfall entstand.

## Umgebung
Vor dem Wasserfall befindet sich die Takimi-Hängebrücke (jap. 滝見橋, „Wasserfallblick-Brücke“) für Fußgänger, die eine Länge von ca. 80 Metern aufweist. Sie wurde 1992 aus Japanischem Zedernholz gebaut. Auch oberhalb des Wasserfalls befindet sich ein Fußweg, sodass er sich zu Fuß umrunden lässt. Etwa 500 Meter oberhalb des Wasserfalls befindet sich die aus Stein gebaute, gleichnamige Harajiri-Brücke.
Am Wasserfall steht eine Statue der buddhistischen Gottheit Fudō Myōō (jap. 不動明王). Dieser wird meist mit einem Schwert in der rechten Hand dargestellt und einem Seil in der linken, das zum Fangen von Dämonen dienen soll. Auch Flammen sind ein häufiges Attribut.

## Galerie

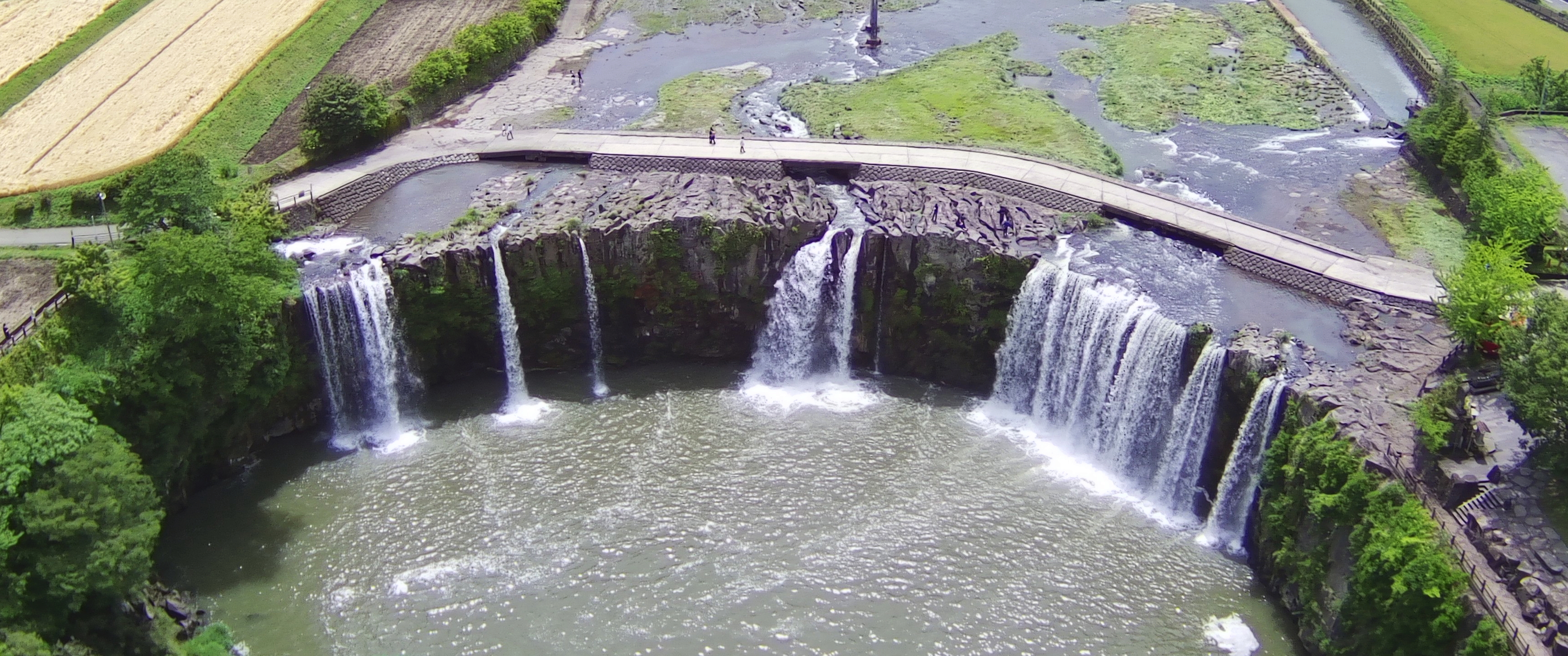
Panorama des Wasserfalls
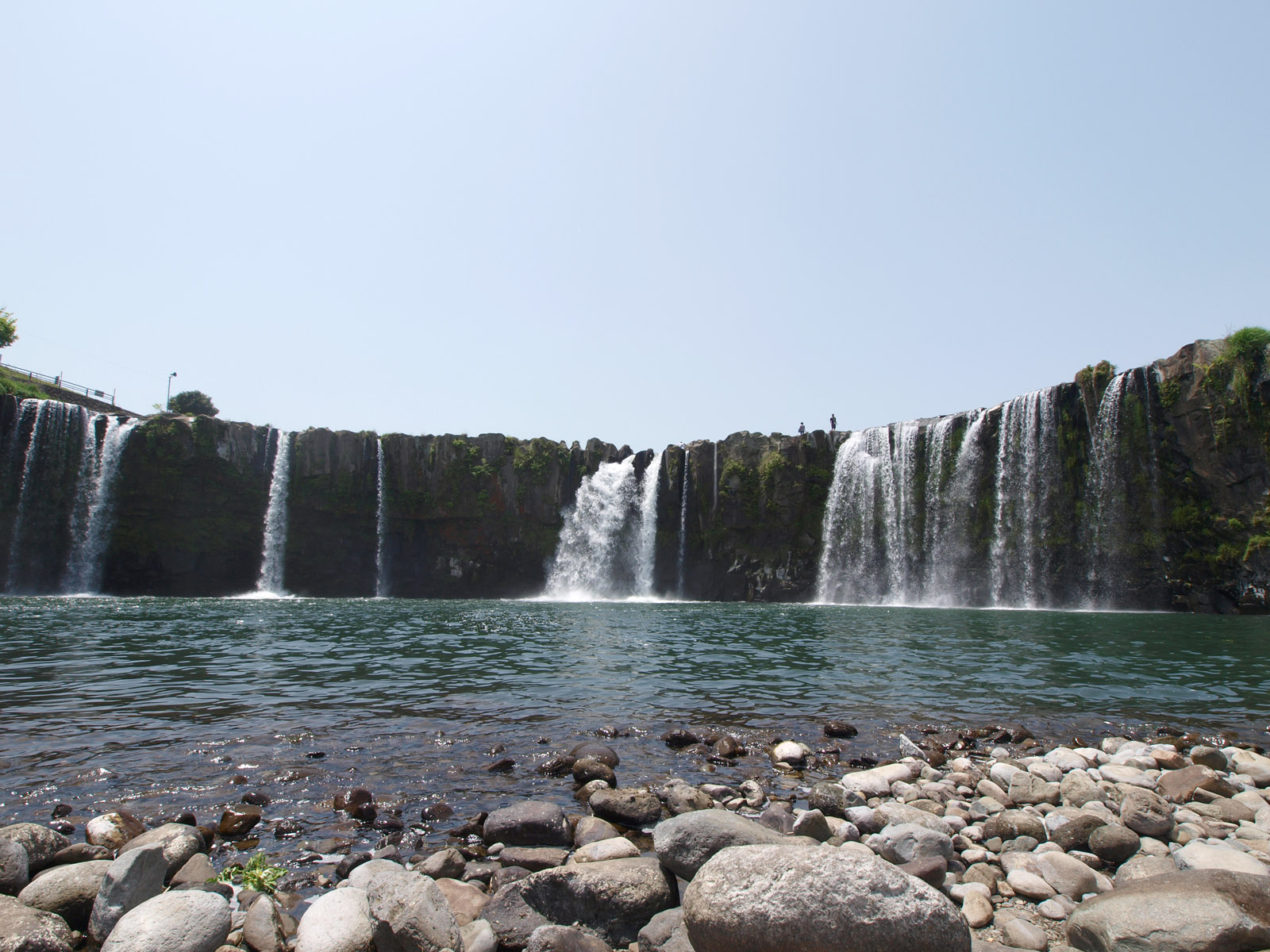
Blick vom Becken des Wasserfalls
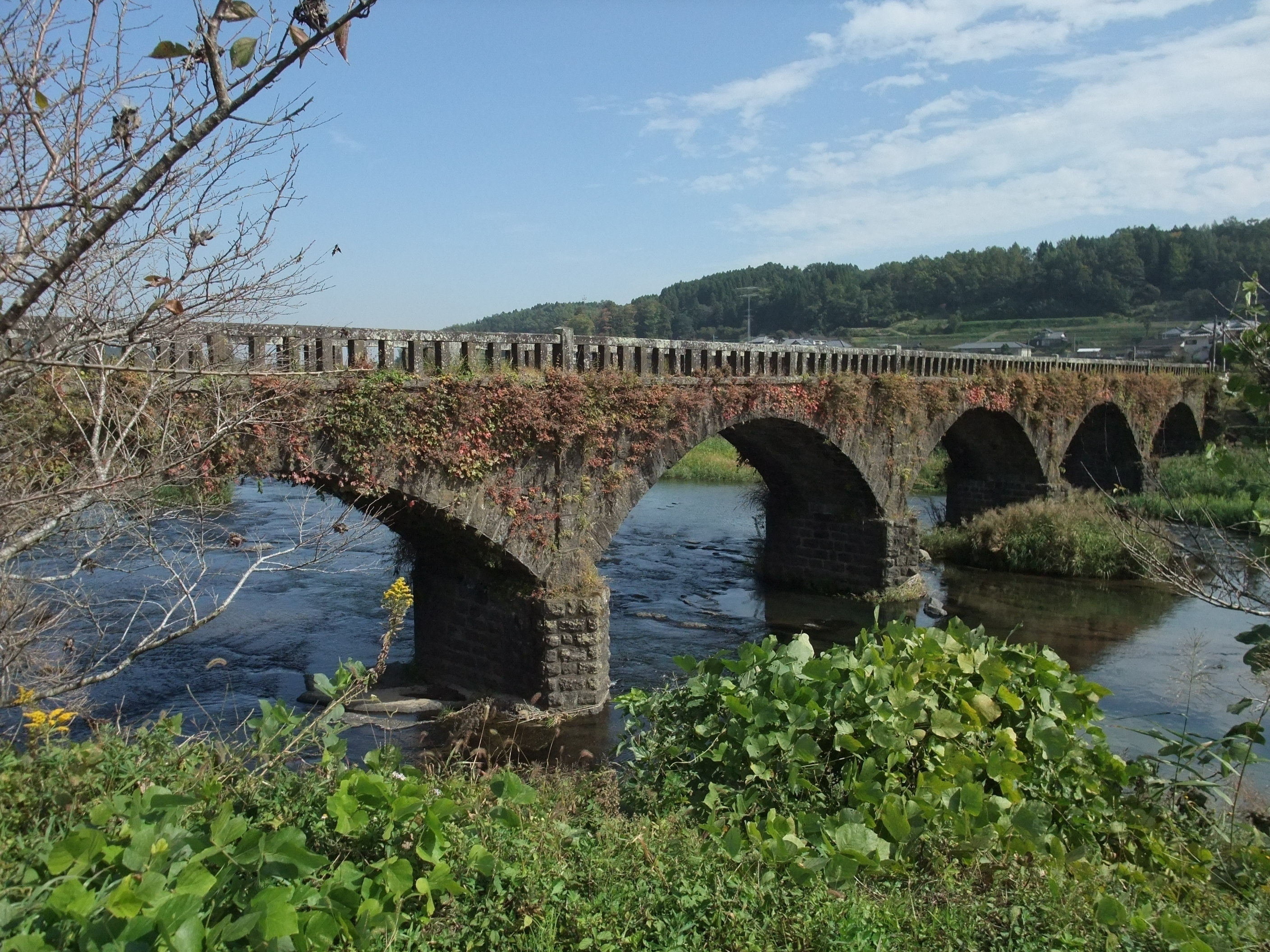
Harajiri-Brücke oberhalb des Wasserfalls
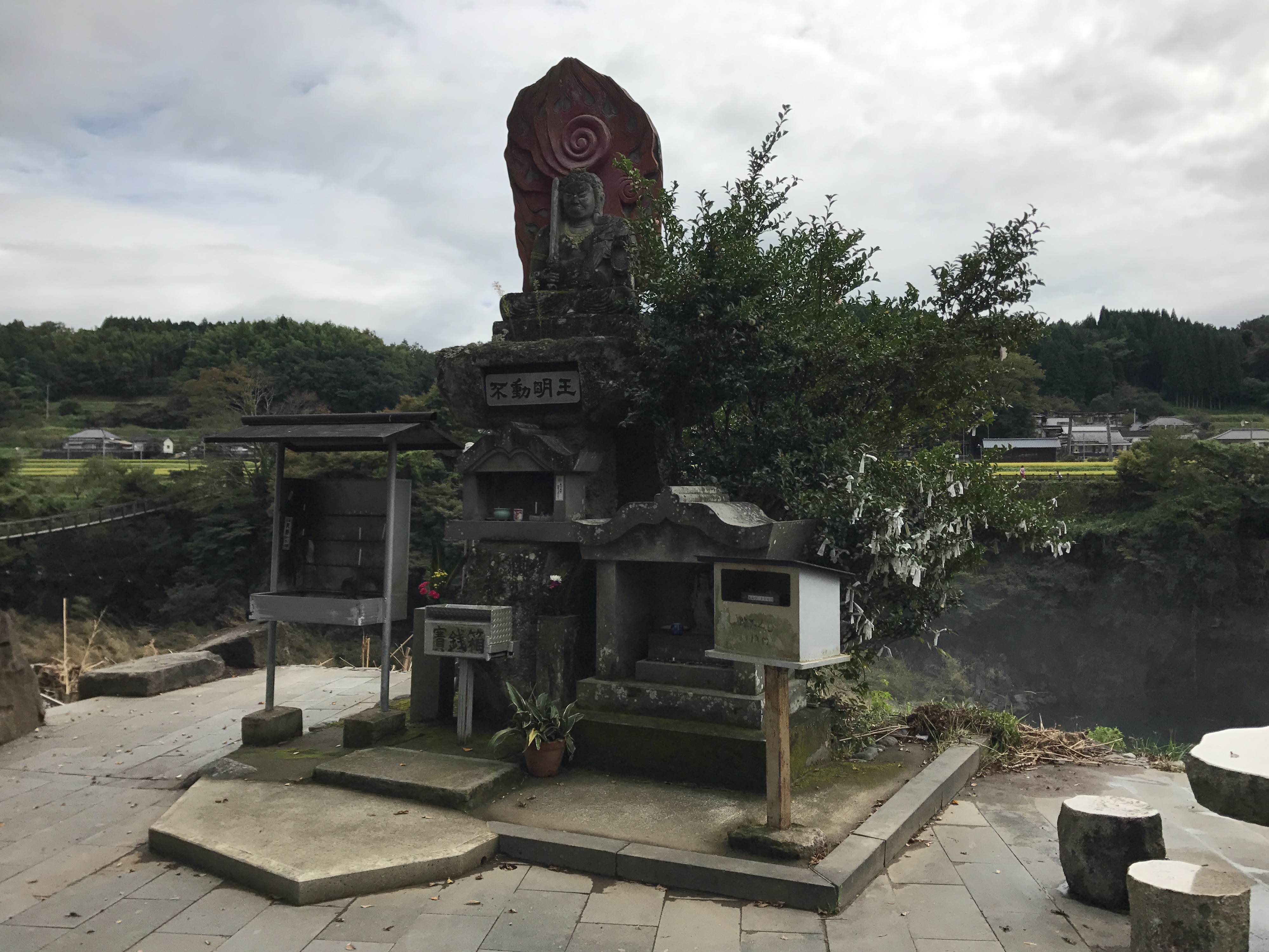
Fudō-Myōō-Statue am Wasserfall mit der Takimi-Brücke links im Bild
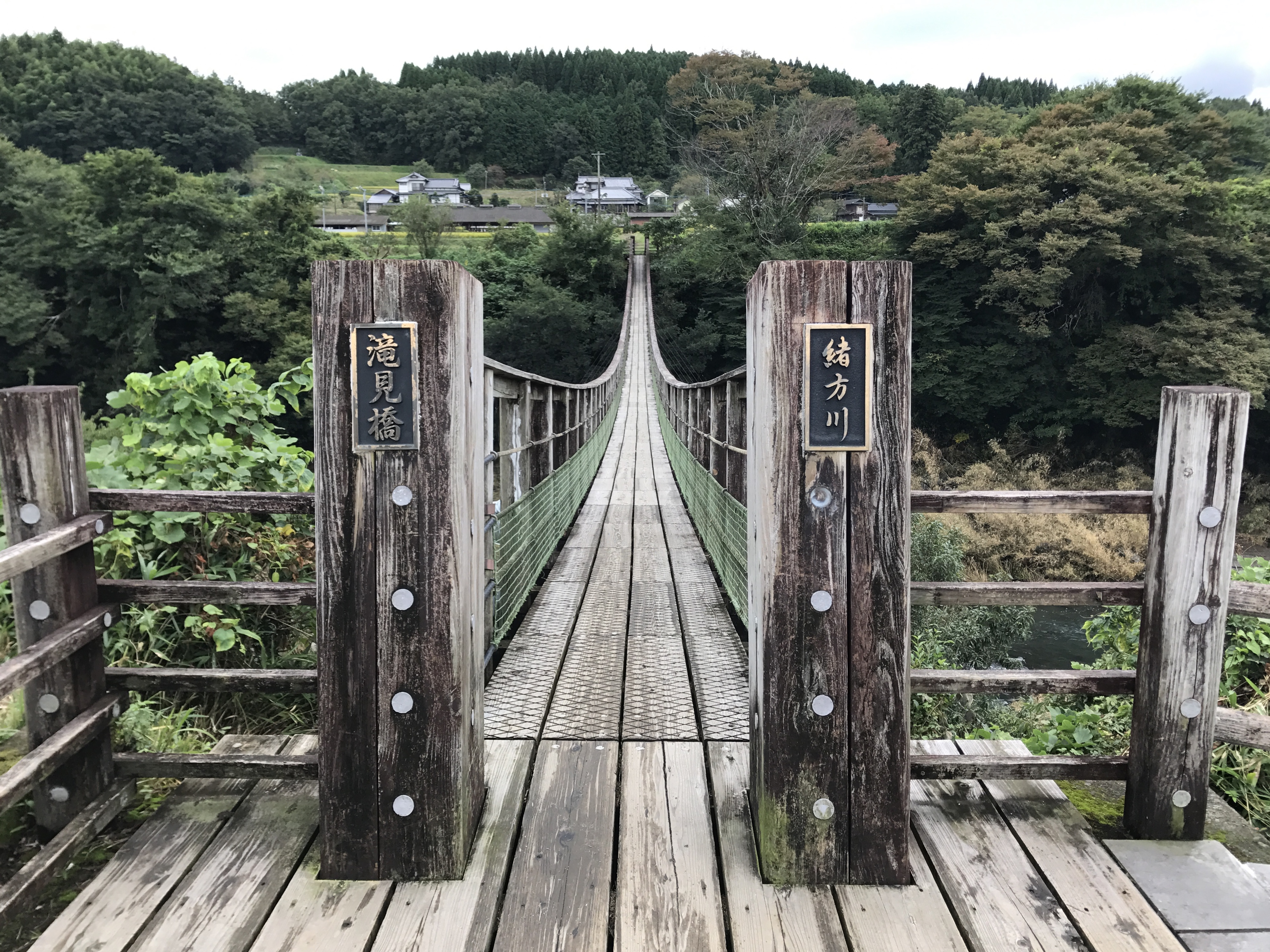
Takimi-Brücke unterhalb des Wasserfalls
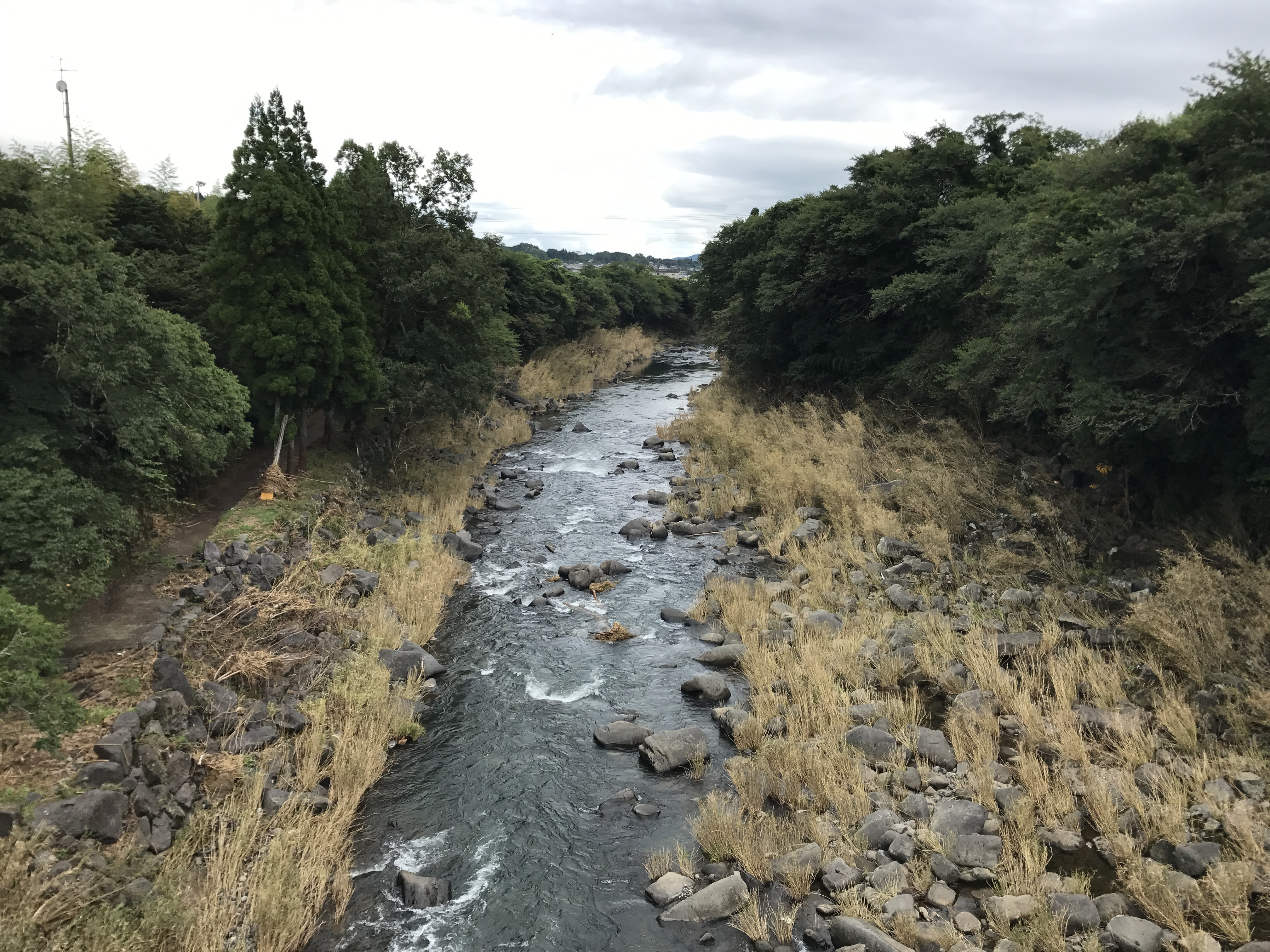
Blick von der Takimi-Brücke auf den Ogatagawa flussabwärts